# Mierea, Buzău
Mierea este un sat în comuna Vernești din județul Buzău, Muntenia, România. Se află în partea de vest a județului, în Subcarpații de Curbură, pe malul strâng al Nișcovului.